# 王良恩
王良恩（1918年—1973年1月26日）山东省潍县（今潍坊市）人，中国人民解放军开国少将，是為中共中央办公厅副主任。

## 生平
1938年入伍参加八路军，同年加入中国共产党。历任班长、排长、指导员、营教导员、团政委、师政治委员、军政治部主任、华东军区政治部组织部长、南京军区政治部副主任。1955年被授予大校军衔。1964年晋升少将军衔。1966年8月，调任中共中央办公厅政治部主任。1969年4月，王良恩任中共九大主席团副秘书长，负责会务及文件工作。1969年11月任中共中央办公厅副主任兼政治部主任。他是“文革”爆发后由许世友推荐给中央的。
1973年1月26日，王良恩自杀身亡，时年54岁。关于其死因有三种说法：一是王良恩是林彪死党，见邓榕《我的父亲邓小平——文革岁月》一书。二是遭江青、康生等人诬陷迫害。三是汪东兴有意推卸自己在1970年庐山会议上鼓吹“主席当主席”（让中共中央主席毛泽东担任中华人民共和国主席）的责任而整王良恩。
在1970年庐山会议上出的六号简报，毛泽东称之为“反革命的简报”。主管会议日常工作尤其是会议记录和简报编辑的中共中央办公厅副主任王良恩，由此处于非常不利的状态。中央开会出简报向由中央办公厅负责，庐山会议期间的简报印发也不例外，具体负责人是王良恩。但王良恩还有直接上级即中央办公厅主任汪东兴。会前王良恩曾在周恩来处和汪东兴商议过出简报事宜，王良恩提议出综合简报，但周恩来和汪东兴都主张分组出。在反映华北组讨论情况的六号简报印发流程登记上，既有华北组组长李雪峰，副组长解学恭、吴德的签名，也有王良恩履行的手续。
1971年“九一三事件”后，专案组查抄了林彪在北京及北戴河的住宅，发现了南京军区司令员许世友、福州军区司令员韩先楚、济南军区司令员杨得志写给毛泽东、林彪的三封信，内容是针对1970年庐山会议，建议“犯错误的人不宜留在中央工作，应放到基层去锻炼。”（“犯错误的人”意指反对在《宪法》中设国家主席的张春桥等人）“有一封信除信封和信件之外，还附有一个呈阅件，其他两封都只是信封带信件。从呈阅件上的签字不难看出，是当时经中办副主任王良恩呈周恩来，并由周恩来转呈林彪和毛泽东的。”庐山会议期间，许世友曾特地交待让王良恩转交这几封信。据此次会议的华东组会议秘书洪雪竹回忆：“许世友等说，这几件信很重要，你带回去，请王良恩转呈主席，一定要稳妥送到。”
当时参加查抄的当事人回忆：“这几封信都在林彪办公室的档案中。我们在清查中发现后，感到不好把握，就一起交给办公室主要的负责人、中办副主任王良恩，他负责呈给上面。”信到王良恩处之后，再上呈周恩来。当专案办公室将这几封信呈周恩来时（这是庐山会议后周恩来再次见到这些信件），周恩来作为该案件负责人审查了这几封信，最后在专案办公室呈自己的信件上写道：“此件是在传阅中被叶群扣压的。退。周恩来。”
由上可见，这三封信“开头都是明确写给毛泽东和林彪”，属于正常信件而非阴谋串联。1970年庐山会议期间，信件先送王良恩，再呈周恩来，最后在林彪处被扣压，未送毛泽东，原因是“周恩来已知庐山会议的风向改变，不愿这些同志遭殃，……所以就把这三封信转给了叶群，并附条子嘱咐说‘到此为止，存你处。’”林彪死后，信件查出，周恩来批示“退”回给王良恩，所以这几封信仍未送给毛泽东。
但信件“退”回给王良恩后，1972年江青认定“这几封信是支持林彪的表态信”，组织人对此事“彻查”，要求“彻查信为什么到林彪那里”。其后，许世友、韩先楚、杨得志等人都被迫检讨。例如1974年9月韩先楚在中央召集的各大军区负责人会议上检查称：（我在）“党的九届二中全会上，写了一封支持林彪反革命政变动员令的表态信，犯了严重的政治错误……我错怀疑过春桥同志，在这里我向中央检讨，向春桥同志赔礼道歉。”
“九一三事件”后，随着中共中央办公厅批林整风运动的发展，王良恩与林彪集团有干系的疑点被陆续提出，对王良恩的“批评帮助”也逐步升级。1973年1月3日到8日，相继开了四天中共中央办公厅临时党委扩大会议，围绕王良恩与六号简报的联系，与林彪集团的关系，以及他在中央办公厅工作中的错误开展批评和进一步揭发。会议地点有时在中南海，有时在人民大会堂的常委会会议室。1月3日的会议由汪东兴主持，1月4日的会议由张耀祠主持。
1973年1月26日王良恩在宿舍卫生间自缢身亡。次日，中共中央办公厅临时党委以书记汪东兴、副书记张耀祠的名义，给毛泽东和中央写了《关于王良恩畏罪自杀的报告》，详述王良恩自杀的情况，以及法医鉴定。该报告在写成当天即送报周恩来，周恩来在报告上批示：“印送主席、政治局有关同志。”该报告附有三个附件，其中附件一是王良恩的遗书，共两份，一份是通过汪东兴、张耀祠给毛泽东、中共中央的：
东兴、耀祠同志并报
毛主席、党中央：
我负责地向党申明，九届二中全会我是犯了严重方向路线错误，对党对人民有罪。但属于受骗上当范围，绝没有和他们死党有串通。
王良恩 一月二十六日

一份是王良恩写给妻子王英的，用铅笔写在一张便签纸的两面：
王英同志：
在党的第十次路线斗争中，我犯了严重方向路线错误，对党对人民是犯罪的。但与林彪死党绝无串通，请教育孩子们紧跟伟大领袖毛主席革命到底。
王良恩
一月二十六日（正面）
有实际困难，可找政治部转请东兴、耀祠同志帮助解决，我相信他们是会按党的政策办事的。（背面）

附件二是在得知王良恩自杀后，赶往其在北京兵马司胡同21号住所抢救的中国人民解放军第三〇五医院医生写的现场抢救情况报告，内称“根据当时体检所见符合为由于自缢而死亡。”附件三是中华人民共和国公安部法医出具的死亡检验报告。在报告和附件后面附有法医检验记录和照片说明。
本来在王良恩自杀前，中共中央办公厅对他仍称“同志”。但自杀使问题的性质发生了变化。1973年1月29日，中央办公厅临时党委扩大会议召开，议题是关于王良恩自杀问题。办公厅领导在讲话中用了“自绝于党、自绝于人民”这一语言定式。于是有人在会上称：“王良恩在庐山上的阴谋活动是死跟林彪的。没有问题为什么自杀呢？我们中办扩大会议开了六次，一次集体谈话，都是对他进行帮助。自杀充分证明他是林彪一伙的，这个人至死不回头。”马上有人代表王良恩所在支部提出：“政治部支部同意清除王良恩出党。”王良恩后来也确实被“永远开除”出党。当时公安部部长李震也在会上讲话：“王良恩在第十次路线斗争中犯了严重方向路线错误，中央对他等待了两年之久，他一直捂盖子。”“上了贼船，抱得很紧，就不下来，最后殉葬。”“他自杀是向党示威……他自杀灭口，是怕暴露他的同党，这是恶毒的，也是妄想的。”会上作出了立即向中央办公厅各单位传达王良恩自杀一事并做好善后工作的决定。此后，中央办公厅各部门，包括在江西的中央办公厅五七干校，都展开了对王良恩的揭发批判，中央办公厅还出了专门的简报，简报按惯例都送给中央领导。因中央领导很关心王良恩的问题，1973年2月9日中央办公厅临时党委专门召开扩大会议。汪东兴在会上称：王良恩的检讨此前都已原原本本报告过毛主席及中央领导，此次写报告要写得精练，不应给中央领导增添负担。汪东兴还讲了些王良恩的问题。由于王良恩的自杀，许多原本仍属疑问的事情都被当成了结论，越揭批问题越严重，甚至有了“王良恩上贼船是‘九大’期间，他到中央办公厅说是林彪调来的，‘九大’期间他就和那些人非常密切的”、“王良恩是林彪集团埋在中办的一颗定时炸弹”等说法。
中共十一届三中全会后，经中共中央办公厅党委复查，并报中共中央批准，为王良恩平反昭雪，恢复党籍，恢复名誉。1979年11月1日，中共中央办公厅党委在一定范围内为王良恩作出了平反的决定。1981年5月5日，在中共中央办公厅礼堂补开追悼会。